# القمة الروسية الإفريقية 2019

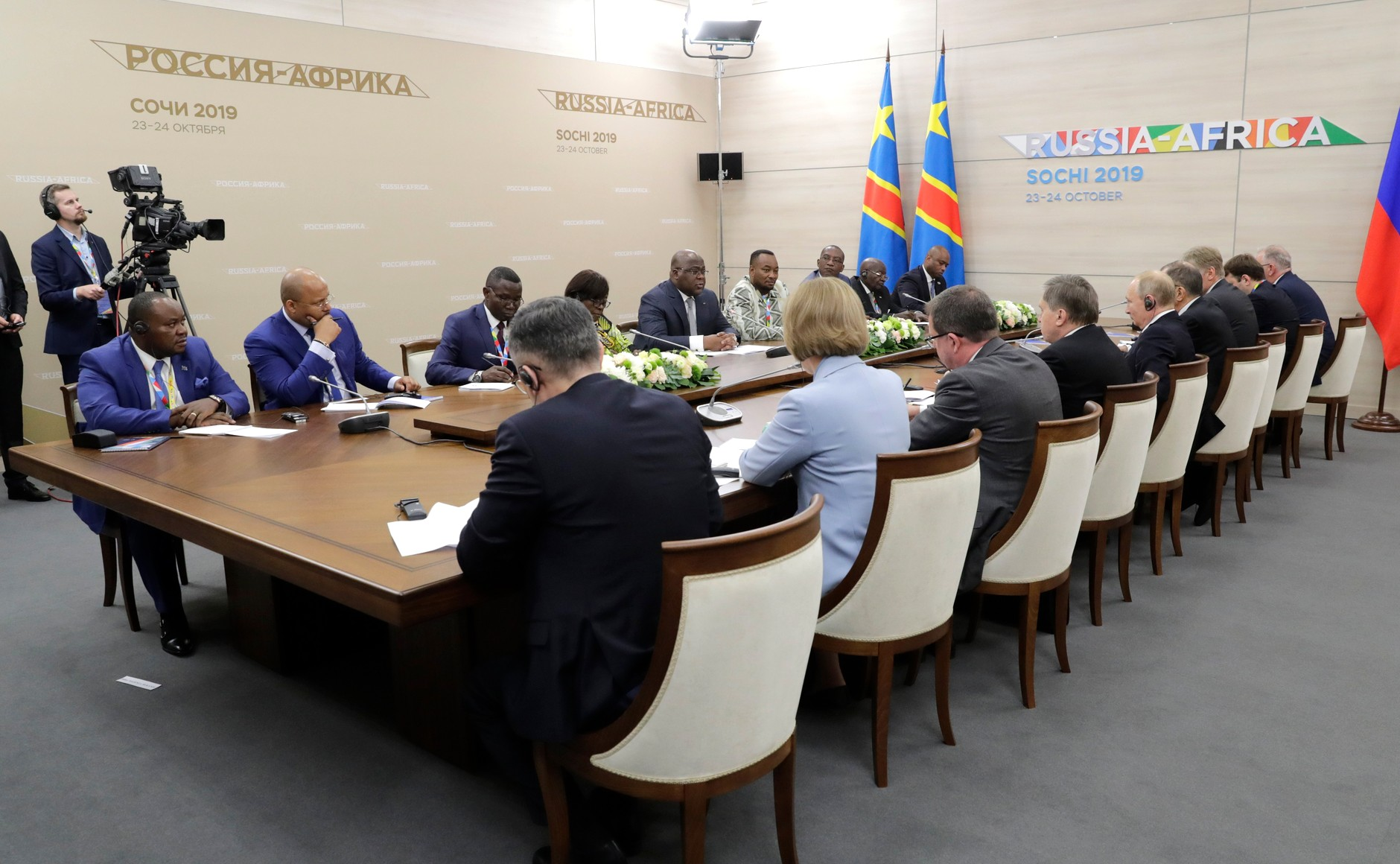
لقاء فلاديمير بوتين والوفد الروسي مع فيليكس تشيسكيدي والوفد الكونغولي

عُقدت القمة الروسية الأفريقية الأولى في الفترة من 23 إلى 24 أكتوبر 2019 في مدينة سوتشي الروسية، وشارك في استضافتها الرئيس الروسي فلاديمير بوتين والرئيس المصري عبد الفتاح السيسي. وحضر المؤتمر 43 رئيس دولة أو حكومة. شدد بوتين على "سيادة الدولة" واستعداد جمهورية روسيا لتقديم مساعدات أو صفقات تجارية دون شروط سياسية أو غيرها، وقال إن "مجموعة من الدول الغربية تلجأ إلى الضغط والتخويف والابتزاز للحكومات الأفريقية ذات السيادة"، الأمر الذي كانت روسيا على ما يرام ضده. مناسبة لمساعدة الدول الأفريقية على التراجع. 
كان من المقرر عقد القمة الروسية الأفريقية الثانية في أكتوبر 2022 في أديس أبابا ، ولكن تم تأجيلها بعد ذلك إلى 26-29 يوليو 2023 في سانت بطرسبرغ. 

## المشاركون

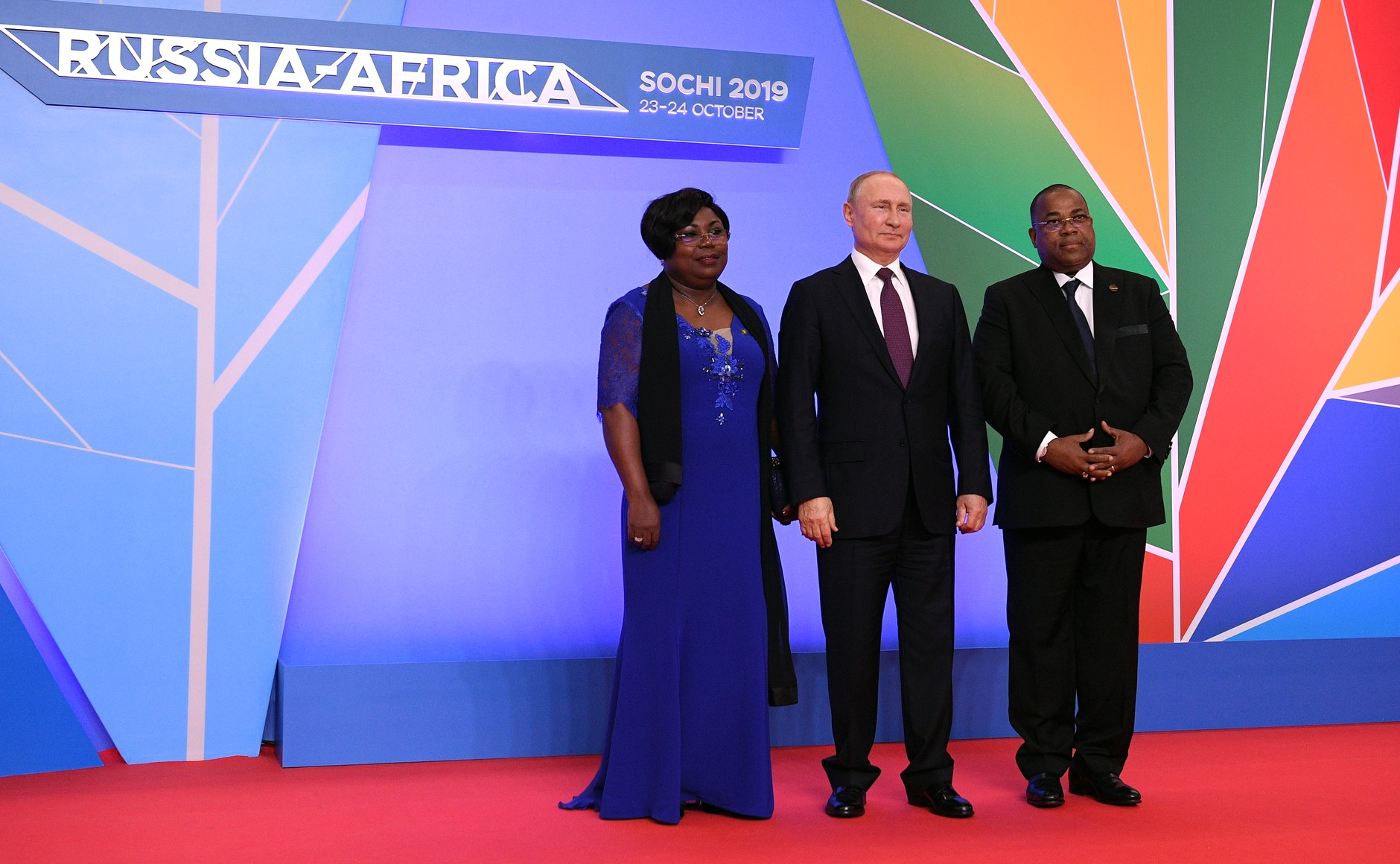
فلاديمير بوتين ورئيس وزراء الجابون جوليان نكوجي بكالي

### المضيفان
- فلاديمير بوتين، رئيس روسيا
- عبد الفتاح السيسي، رئيس مصر

### الحضور
- ألفا كوندي، رئيس غينيا[3]

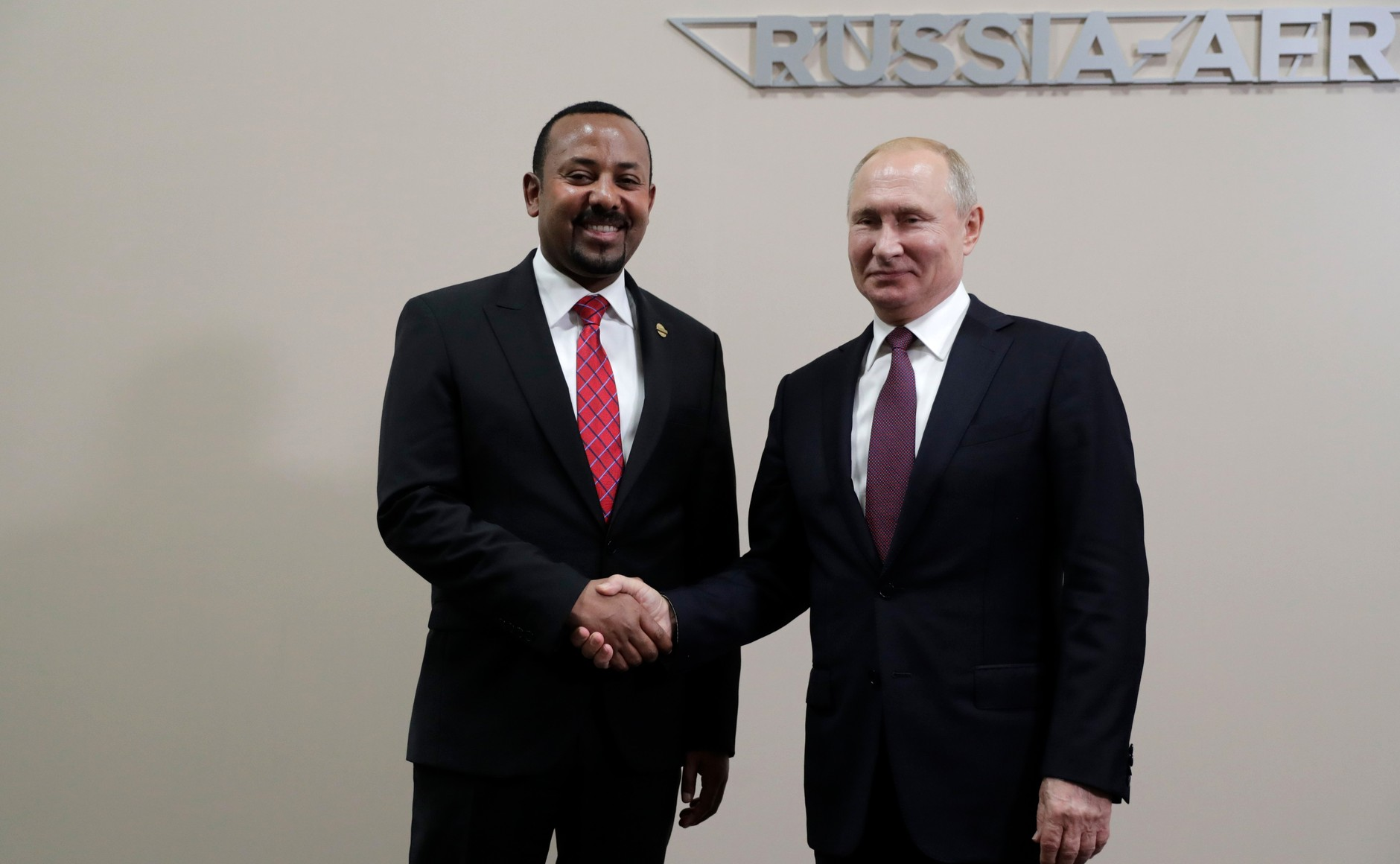
فلاديمير بوتين ورئيس الوزراء الإثيوبي أبي أحمد

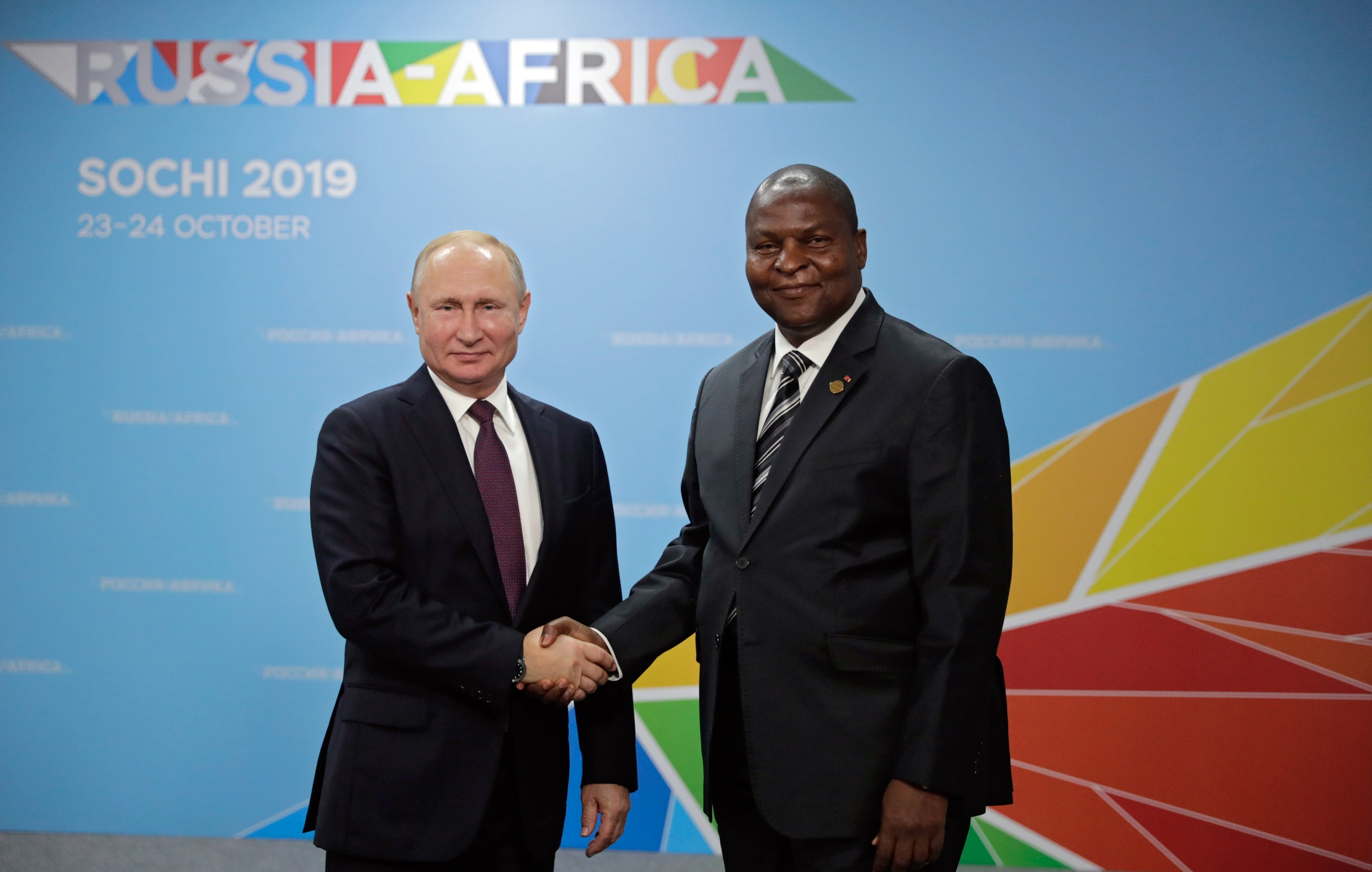
فلاديمير بوتين ورئيس جمهورية إفريقيا الوسطى فوستان آرشانج تواديرا

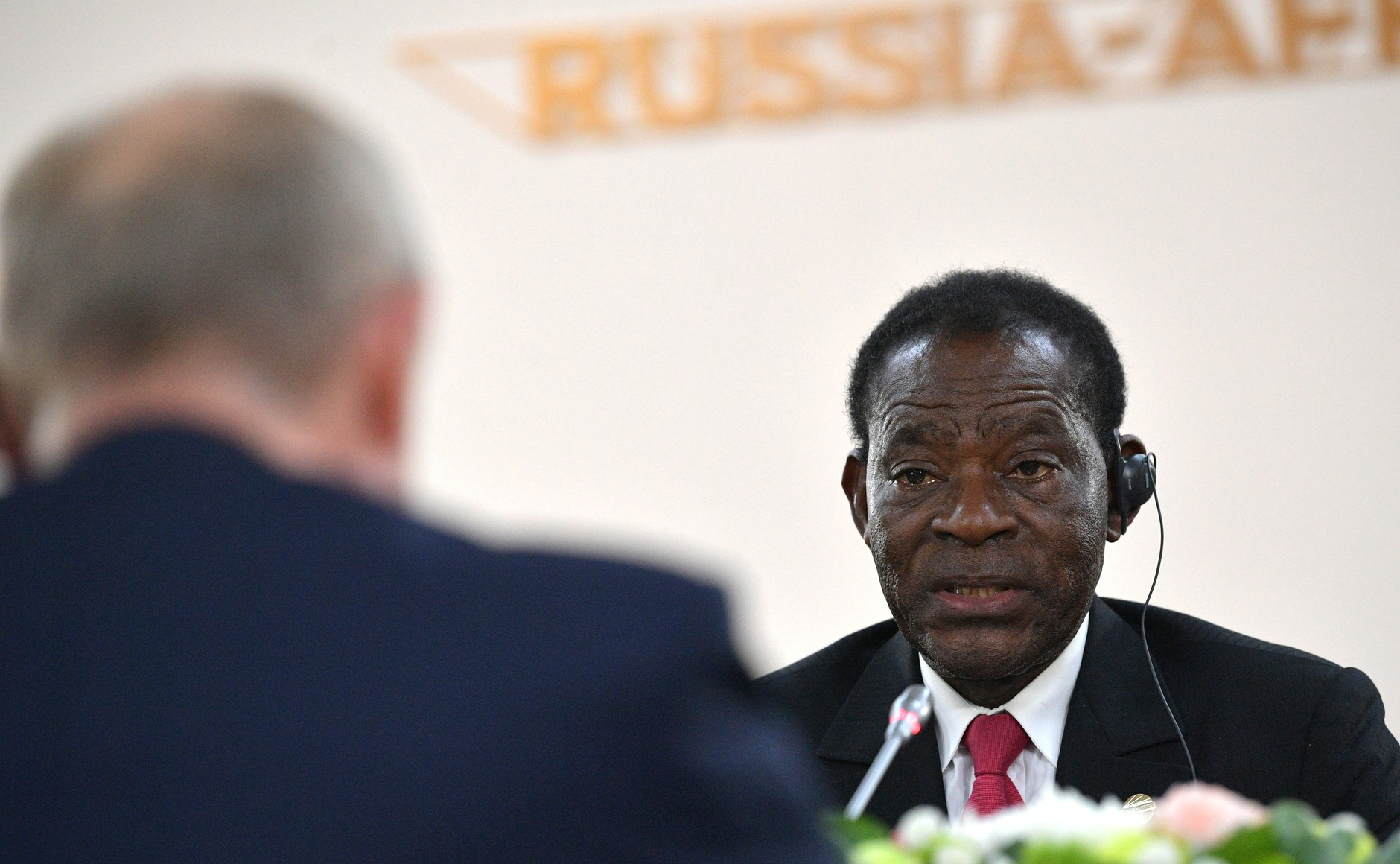
فلاديمير بوتين ورئيس غينيا الاستوائية تيودورو أوبيانج نغويما مباسوجو

- فيليب نيوسي، رئيس موزمبيق
- محمد بخاري، رئيس نيجيريا
- سيريل رامافوزا، رئيس جنوب إفريقيا
- بيتر موثاريكا، رئيس ملاوي
- إبراهيم أبو بكر كيتا، رئيس مالي
- تيودورو أوبيانغ، رئيس غينيا الاستوائية
- روش مارك كريستيان كابوري، رئيس بوركينا فاسو
- يوويري موسيفيني، رئيس أوغندا
- بول كاغامه، رئيس رواندا
- نانا أكوفو أدو، رئيس غانا
- جوليوس مادا بيو، رئيس سيراليون
- إمرسون منانغاغوا، رئيس زيمبابوي
- أندريه راجولينا، رئيس مدغشقر
- آداما بارو، رئيس غامبيا
- محمد ولد الغزواني، رئيس موريتانيا
- محمد عبد الله محمد، رئيس الصومال
- إدريس ديبي، رئيس تشاد
- عبد الفتاح البرهان، رئيس مجلس السيادة السوداني
- عبد القادر بن صالح، رئيس الجزائر المؤقت
- ديني ساسو نغيسو، رئيس جمهورية الكونغو
- هاكه كينكوب، رئيس ناميبيا
- فايز السراج، رئيس المجلس الرئاسي الليبي
- إسماعيل عمر جيلي، رئيس جيبوتي
- جواو لورنسو، رئيس أنغولا
- فوستان آرشانج توادير، رئيس جمهورية إفريقيا الوسطى
- فيليكس تشيسكيدي، رئيس جمهورية الكونغو الديمقراطية
- فور غناسينغبي، رئيس توغو
- أوهورو كينياتا، رئيس كينيا
- باتريس تالون، رئيس بنين
- داني فوري، رئيس سيشل
- غزالي عثماني، رئيس جزر القمر
- مسواتي الثالث، ملك إسواتيني
- جويل هوارد تايلور، نائب رئيس ليبيريا
- آبي أحمد علي، رئيس وزراء إثيوبيا
- جوليان نكوجي بكالي، رئيس وزراء الغابون
- قاسم مجاليوا، رئيس وزراء تنزانيا
- يوسف الشاهد، رئيس حكومة تونس
- عثمان صالح محمد، وزير خارجية إريتريا
- سالفا كير، رئيس جنوب السودان